# کرگان قدیم
کَرگان یکی از روستاهای استان آذربایجان شرقی است که در دهستان مهران‌رود جنوبی بخش مرکزی شهرستان بستان‌آباد واقع شده‌است.

## موقعیت
وضعیت طبیعی روستا کوهستانی تپه‌ای می‌باشد. این روستا در دامنه کوه به صورت شیب دار واقع شده‌است که دارای حدود ۱۹۳ خانوار و جمعیت حدود بر ۹۰۶ نفر می‌باشد؛ و از بزرگ‌ترین روستاهای ایران می‌باشد. وضع طبیعی آبادی کوهستانی یا تپه‌ای می‌باشد.محل گذر اتوبان و جاده اصلی ، خطوط انتقال گاز و نفت و دو خط پر فشار برق می‌باشد